# Letteratura romantica

La morte di Chatterton suicida a 18 anni nel 1770 (1856), di Henry Wallis.

La letteratura romantica, parte culturale e letteraria del movimento conosciuto come Romanticismo, si sviluppa tra la fine del XVIII e l'inizio del XIX secolo in diversi paesi europei (soprattutto Germania, Inghilterra e Francia, ma anche Italia, Spagna, Russia ed altre nazioni europee ed americane) continuando ad esercitare la sua influenza in molti dei suoi tratti più caratteristici fino al presente.
Johann Wolfgang von Goethe in Germania, Victor Hugo in Francia, George Gordon Byron in Gran Bretagna, Giacomo Leopardi in Italia ed Edgar Allan Poe negli Stati Uniti sono solo alcuni dei suoi rappresentanti più illustri.

## Romanticismo tedesco

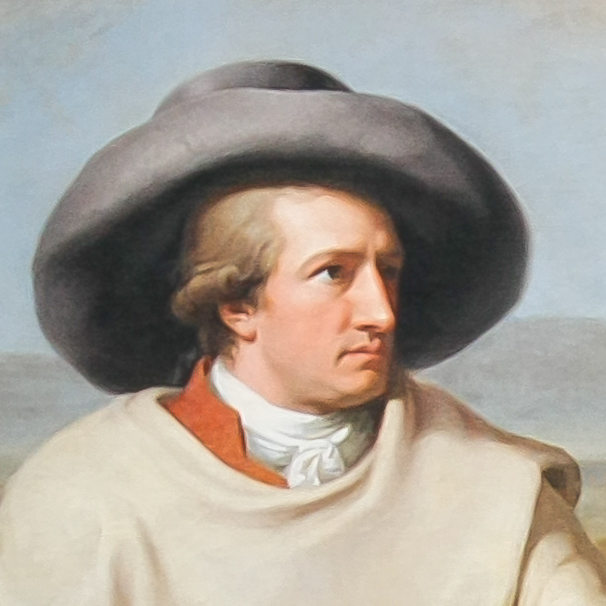
Particolare del Ritratto di Goethe nella campagna Romana datato 1787 di Johann Heinrich Wilhelm Tischbein.

Il Romanticismo tedesco non è stato un movimento unitario, per tal motivo all'interno della storia letteraria si parla di varie fasi di romanticismo; una tappa fondamentale furono gli anni '90 del XVIII secolo col "primo romanticismo", con le sue ultime manifestazioni che hanno raggiunto la metà dell'800.
Una grande importanza nella sua nascita furono due movimenti, uno spirituale detto pietismo (molto sviluppato in terra tedesca a partire dalla seconda metà del XVIII secolo) il quale cercò di rinnovare il protestantesimo facendolo tornare alla sua religiosità individuale e più intima contro gli aspetti più formalistici e teologici del culto, per rendere la fede sempre più una questione di cuore e di esperienza di vita, non solo d'intelletto; dall'altro quello estetico e anti-classico (vedi classicismo) dello Sturm und Drang.
Grazie al contributo di questi due movimenti, ma anche dei maggiori pensatori dell'epoca, il preromanticismo cominciò a reagire contro gli autori tedeschi che ancora seguivano l'Illuminismo: attraverso nomi come quelli di Albrecht von Haller - un poeta-medico svizzero - col suo poema intitolato Le Alpi (Die Alpen, 1729-32); seguito dall'ammirazione nei confronti dell'infinito paragonato all'insignificanza del paesaggio umano della poesia di Friedrich Gottlieb Klopstock (ciò soprattutto in Messiade-Der Messias del 1748) e dall'appassionata concezione di vita, un'assoluta dedizione all'arte, di Heinrich von Kleist il quale traduce in azione nel 1811 ad appena 34 anni le idee che lo hanno ispirato commettendo suicidio assieme alla compagna e musa ispiratrice gravemente ammalata.
I filosofi operanti in questo lasso di tempo ed associati col Romanticismo erano Johann Georg Hamann, Johann Gottfried Herder e soprattutto Johann Gottlieb Fichte, con la sua enfasi data all'antitesi tra Io e non-io, creatore del Nazionalismo tedesco e sostenitore della legge naturale. Insieme con Friedrich Wilhelm Joseph Schelling creerà una corrente fondamentale del pensiero del XIX secolo, l'idealismo tedesco, che culmina poi in Georg Wilhelm Friedrich Hegel.

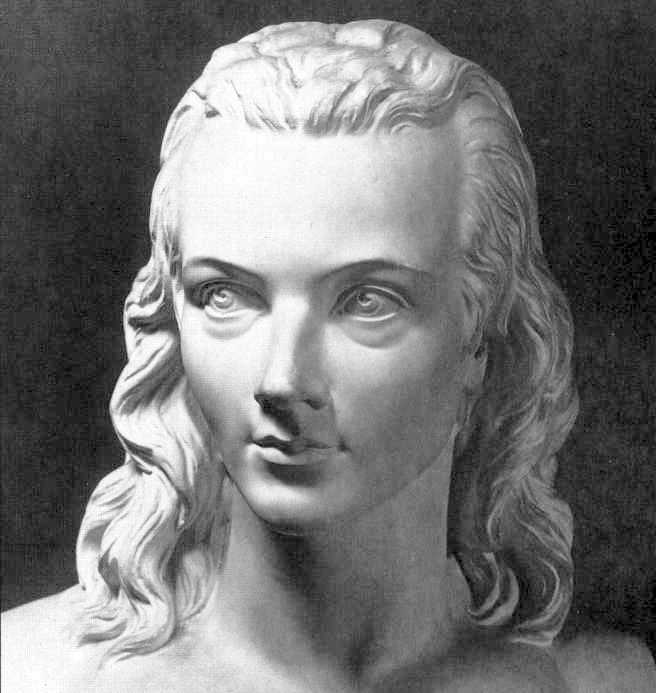
Busto di Novalis

In seguito sopraggiunsero quegli autori chiamati della "prima generazione romantica" (Frühromantik): Johann Wolfgang von Goethe, uno dei massimi rappresentanti di questa nuova concezione estetica in letteratura; il drammaturgo Friedrich Schiller; i poeti Friedrich Hölderlin e Novalis; i saggisti Ludwig Tieck, i fratelli Wilhelm August von Schlegel e Friedrich von Schlegel, Clemens Brentano e Achim von Arnim.
Nella sua seconda fase (jüngere Romantik) si evidenziano i fratelli Grimm, Jakob e Wilhelm, filologi apprezzati ed importanti compilatori di tradizioni e racconti popolari molti dei quali di origine fiabesca, nonché "padri fondatori" della germanistica; E.T.A. Hoffmann, creatore di racconti fantastici; mentre in ambito teatrale si segnalerà Georg Büchner con i suoi drammi.
Altre figure importanti sono il poeta-botanico di origini francesi Adelbert von Chamisso e Joseph von Eichendorff, autore di un romanzo picaresco intitolato "Aus dem Leben eines Taugenichts" (Vita di un perdigiorno, 1826). Il poeta più importante di questo secondo periodo è Heinrich Heine, un esule ebreo tedesco autore di ballate e libri di canzoni.

### Opere significative

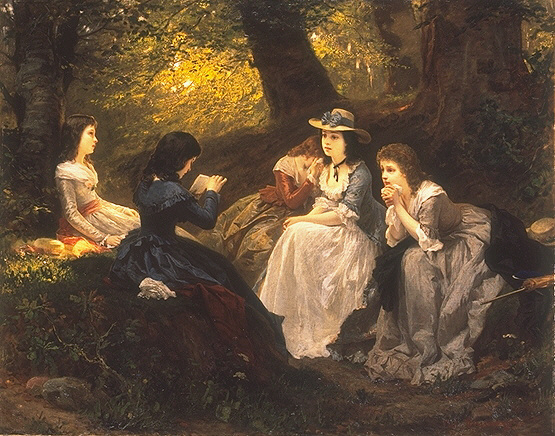
Leggendo Werther (1870), di Wilhelm Amberg.

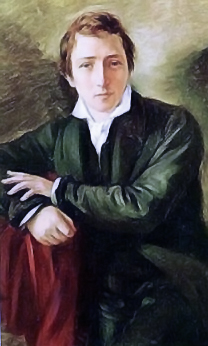
Heine nel 1831, di Moritz Daniel Oppenheim.

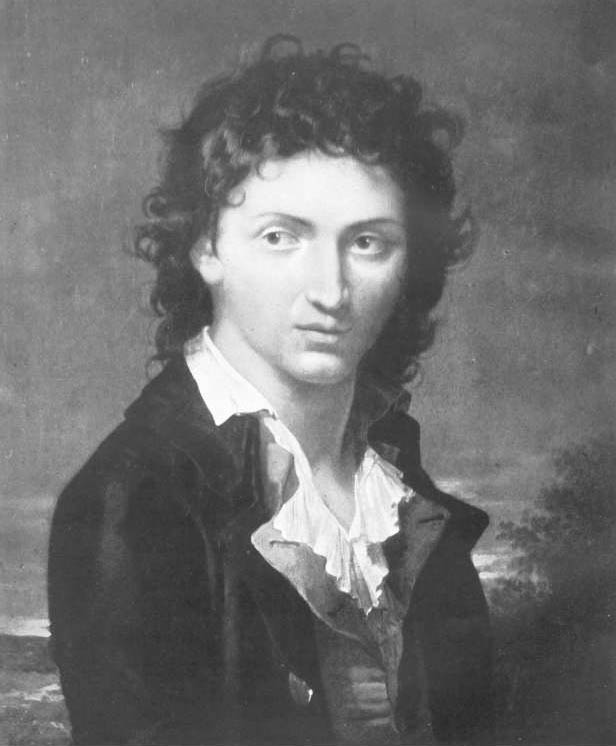
Byron nel 1802 circa

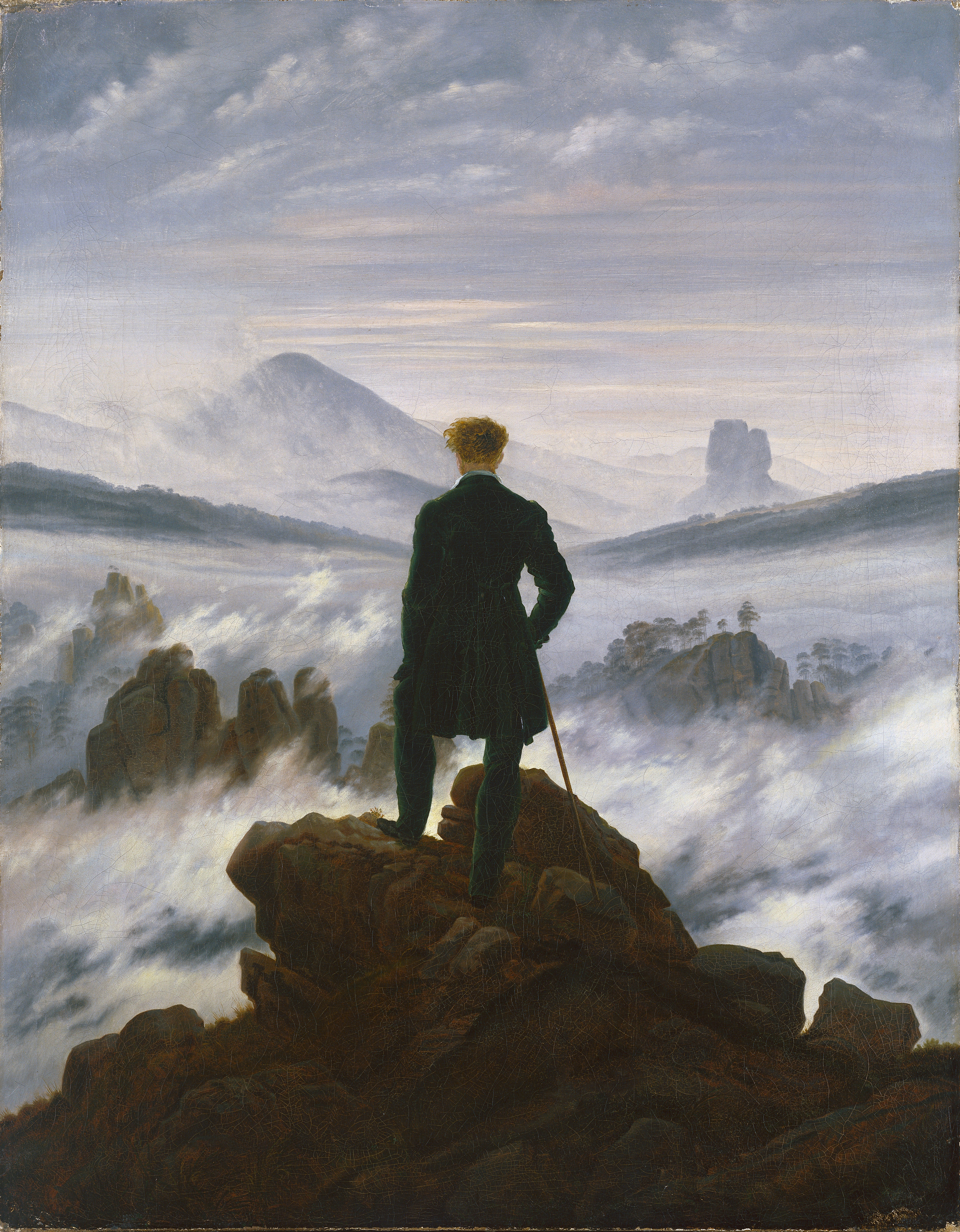
Viandante sul mare di nebbia (1818), di Caspar David Friedrich.

- I dolori del giovane Werther (1774) di Johann Wolfgang von Goethe.

Romanzo epistolare e parzialmente autobiografico ambientato temporalmente nel biennio 1771-72, da cui prese successivamente ispirazione l'italiano Ugo Foscolo per le sue Ultime lettere di Jacopo Ortis (il cui protagonista è basato sulla figura reale di Girolamo Ortis, studente friulano suicidatosi a Padova nel 1796). Narra la vicenda di un giovane innamorato perdutamente della bella Charlotte, promessa sposa ad un altro: nell'impossibilità di accettare la situazione si spara utilizzando l'arma del rivale.
Il romanzo goethiano dette immediatamente origine alla cosiddetta "febbre di Werther" (Werther-Fieber): i giovanotti europei cominciarono ad imitare perfino l'eccentrico modo di vestirsi del protagonista della storia, panciotto e calzoni di colore giallo-blu. Suscitò anche i primi esempi di suicidio mimico (si ipotizzano duemila suicidi da parte di lettori del romanzo negli anni successivi alla sua uscita), ragione per cui in sociologia si parla di effetto Werther quando un suicidio o la notizia di esso suscita comportamenti similari. Il doloroso suicidio conseguenza d'un amore impossibile veniva allora stoicamente rivalutato come prova di sensibilità e di affermazione di libertà; questo è stato uno dei primi miti romantici.
- I masnadieri (1781) di Schiller.
- Torquato Tasso (1786-88) di Goethe.

Lo scrittore cortigiano Torquato Tasso inizia ad avere problemi con il suo animo e la società in cui vive. Alla corte del duca Alfonso II d'Este tesse una relazione segreta con la di lui sorella Eleonora. Tuttavia i suoi problemi e il turbamento interiore, che lo portano ad odiare ed accettare la sua condizione di cortigiano servitore di nobili mediocri in letteratura, costringono Tasso a vedere andare in fumo tutti i suoi sogni. Dopo l'ennesimo episodio in cui manifesta segni di pazzia, Tasso è costretto ad abbandonare la corte dov'è ospite e ad essere internato in un manicomio.
- Ifigenia in Tauride (1787) di Goethe.

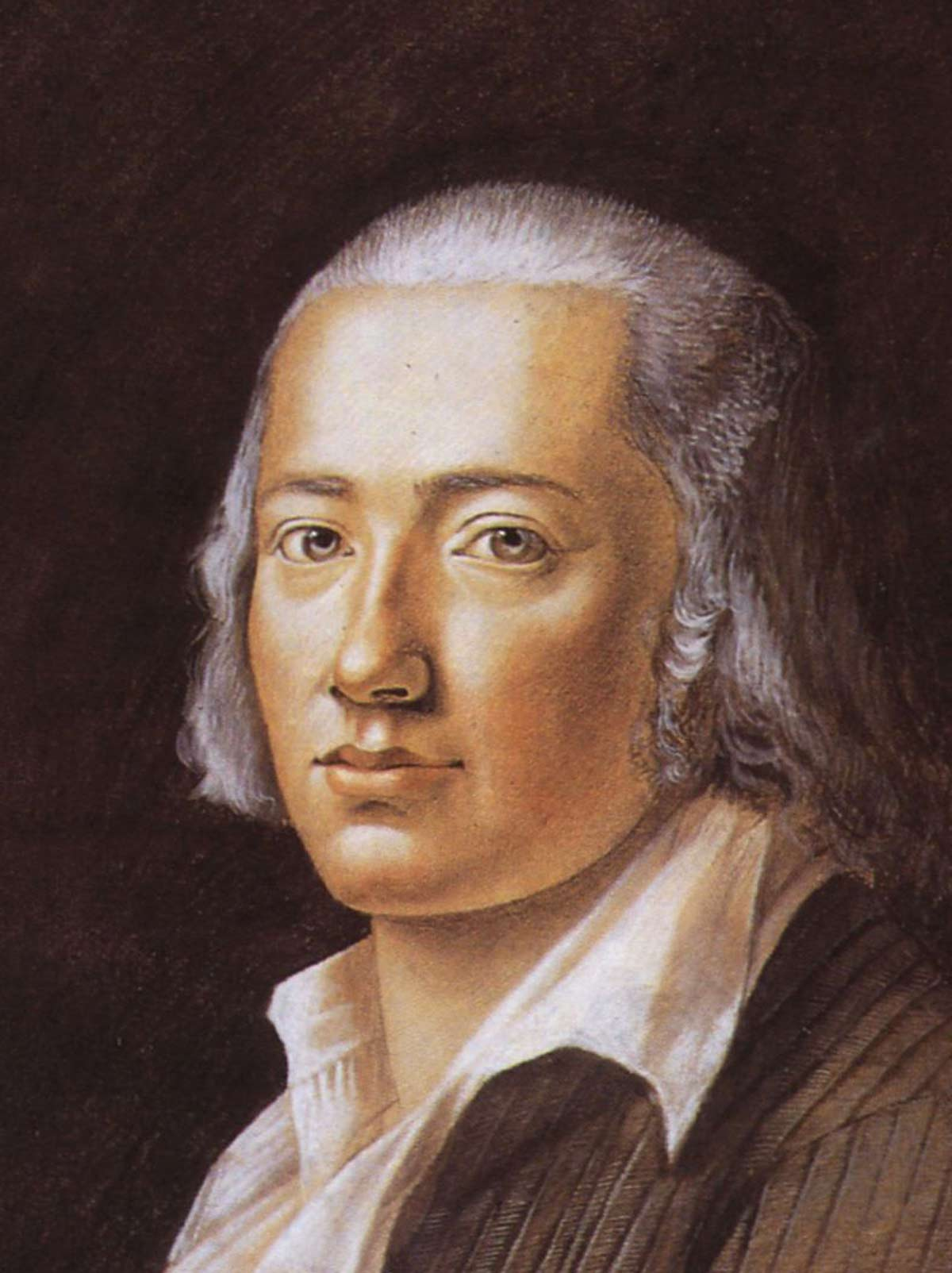
Holderlin nel 1792, di Franz Karl Hiemer.

- Iperione o L'eremita in Grecia (1797-99) di Friedrich Hölderlin.

Romanzo epistolare dedicato a "Diotima" (pseudonimo ispirato alla figura classica di Diotima di Mantinea, dietro cui lo scrittore dissimula la scrittrice Susette von Gontard, conosciuta nel 1795, amata e abbandonata nel 1798 per motivi poco chiari, e la cui scomparsa, nel 1802, provocherà i primi attacchi della malattia mentale del poeta); ella è la protagonista assoluta di tutto l'amore e di tutto il dolore di Iperione, rappresenta la bellezza ideale trasfigurata nell'antica scultura greca.
Iperione racconta all'amico Bellarmino la propria esperienza vissuta prima in Grecia e poi in Germania, inviandogli anche lettere private indirizzate all'amata. È la vicenda dell'uomo moderno, dell'uomo tedesco nello specifico, che non è capace di armonizzare le forze della sua anima perché ha perduto il senso del divino e dell'armonia: compito del poeta è dunque quello di ristabilire e tener desto il culto degli dèi. Questo fu, tra l'altro, uno dei romanzi più amati da Friedrich Nietzsche.
- Inni alla notte (1797-1800) di Novalis.

Gli Hymnen an die Nacht costituiscono l'unico ciclo di poesia compiuto pubblicato durante la vita di Novalis, morto prematuramente all'età di 30 anni per colpa della tubercolosi. Rappresentano l'opera poetica più conosciuta del teologo, filosofo e scrittore tedesco. È sua la "mitologizzazione" del Myosotis, il fiore azzurro tante volte descritto dal poeta e passato alla storia col nome di "Non-ti-scordar-di-me".
Il nucleo dell'esperienza narrata è la morte della fidanzata Sophie; gli Inni sono l'immagine artisticamente rielaborata dell'evoluzione subita da Novalis nello spirito, nel pensiero, nella poesia dalla scomparsa della ragazza sino quasi alla vigilia della propria morte. L'esperienza dolorosa, resa ancor più viva dalla scomparsa tre settimane più tardi del fratello prediletto, diede alla potenzialità del suo spirito una direzione unitaria.
- Faust (1797-1808; 1832) di Goethe.

Rielaborazione della leggenda medioevale, un uomo vende la propria anima al diavolo in cambio dell'amore assoluto e dell'eterna giovinezza
- Heinrich von Ofterdingen (1799) di Novalis.
- Guglielmo Tell (dramma) (1804) di Friedrich Schiller.

Affronta la questione della ribellione contro la tirannia.
- Des Knaben Wunderhorn (Il corno magico del fanciullo, 1805-08)

Una raccolta di racconti popolari in versi
- La brocca rotta (1806) è una commedia scritta da Heinrich von Kleist. L'opera deride la fallacità della natura umana e del sistema giuridico.

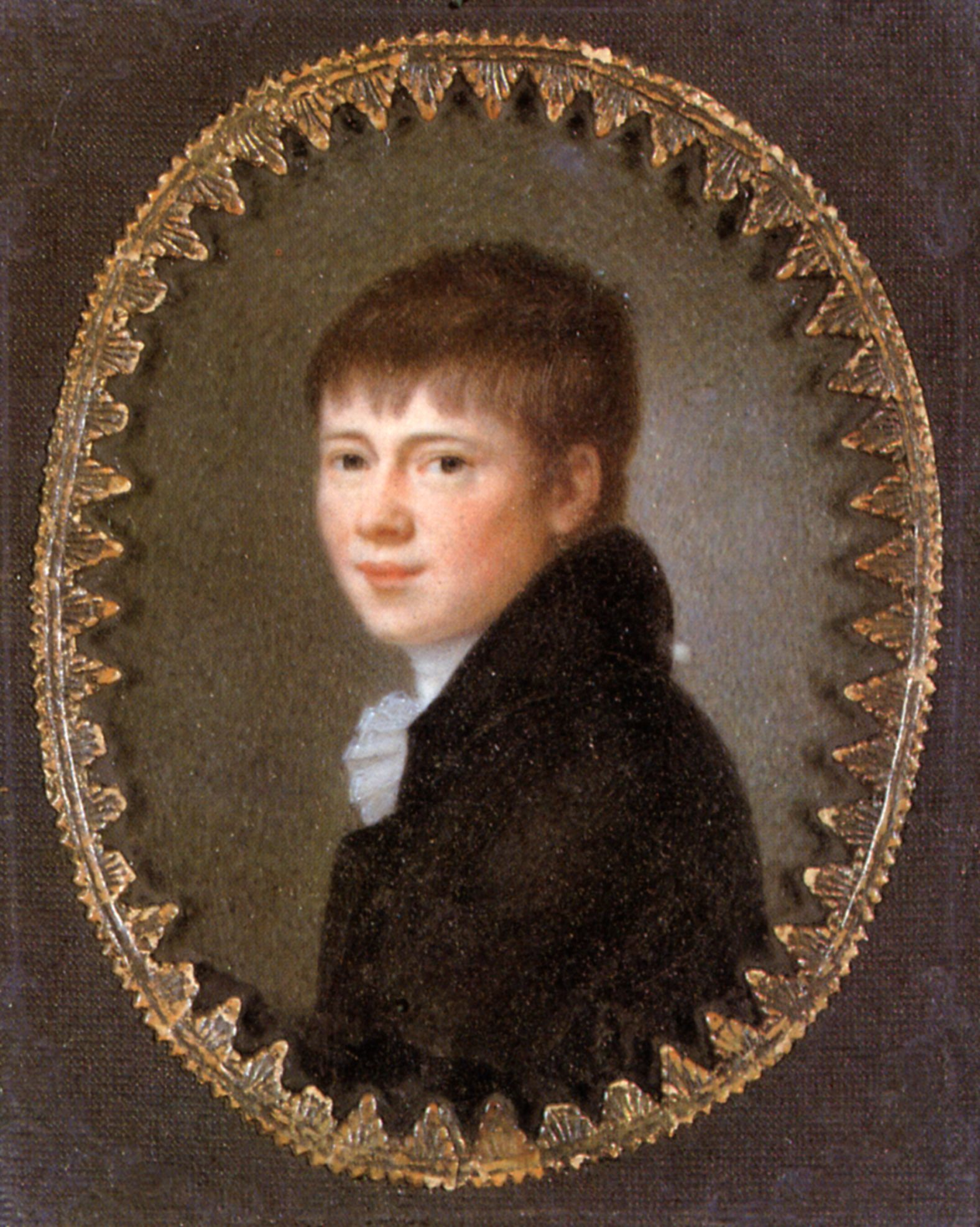
Miniatura raffigurante Kleist nel 1801, di Peter Friedel.

- La marchesa di O... (1808) di Kleist.

La marchesa di O... ha vissuto tutto l'inferno della guerra. Durante il saccheggio della sua città, il conte F..., un ufficiale russo, la salva da un gruppo di suoi soldati che stavano per violentarla, poi la mette lui stesso incinta. Una volta che la gravidanza si rivela, la famiglia della donna la caccia in quanto i figli illegittimi, secondo le disposizioni sociali dell'epoca, vengono di fatto rifiutati. In preda alla disperazione e ad una perdita parziale di coscienza, la donna dice che sposerà il padre del bambino, se questo si farà avanti...
La novella, ambientata interamente tra l'Italia del Nord e Napoli, riassume molti dei temi cari a von Kleist, primo fra tutti lo scontro tra la morale borghese e il selvaggio mondo dei sentimenti umani, che inevitabilmente porta a conseguenze estreme.
- Le affinità elettive (1809) di Goethe.

Si tratta del quarto romanzo goethiano. Il titolo deriva dall'affinità chimica, proprietà degli elementi che descrive la tendenza di alcuni di essi a legarsi con alcune sostanze a scapito di altre. Il vicenda narra la vita di una coppia sposata che, trovandosi a convivere con un amico di lui e con la nipote di lei, va inevitabilmente incontro al disfacimento della propria relazione e alla formazione di due nuove coppie, che in brevissimo tempo si divideranno per colpa di una serie di eventi avversi, che faranno terminare la storia in modo tragico.
- Il principe di Homburg (1809-10)

Dramma rappresentato solo più di dieci anni dopo dalla sua stesura. La vicenda è ambientata nel 1675, durante le Guerre Nordiche.
- Fiabe del focolare (1812-15)

Una raccolta antologica che comprende alcune tra le fiabe più conosciute al mondo: Il principe ranocchio, Hänsel e Gretel, Cenerentola, Cappuccetto Rosso, Biancaneve e Il gatto con gli stivali (fiaba).
- Storia straordinaria di Peter Schlemihl (1814) di Adelbert von Chamisso.

Una rivisitazione del mito di Faust. Un giovane povero di nome Peter vende la propria ombra ad uno strano uomo che si rivelerà in seguito essere niente meno che il diavolo.
- Gli elisir del diavolo (1815-16), di Ernst Theodor Amadeus Hoffmann.
- Schiaccianoci e il re dei topi (1816), racconto di E.T.A. Hoffmann.
- Il divano occidentale-orientale (1819) di Goethe.
- Vita di un perdigiorno (1826) di Joseph Freiherr von Eichendorff.

Scritto in parte in prosa e in parte in versi, presenta la vicenda di un giovane vagabondo (altri titoli erano "un vita inutile" e "vita di un ladro") che vive miseramente ma felice grazie al proprio violino e alla sua mente ricolma di ideali poetici. In mezzo, alla Natura che per lui viene a coincidere perfettamente con la Libertà, viaggia giungendo così fino in Italia.
- La morte di Danton (1835) è un dramma in quattro atti di Georg Büchner.
- Woyzeck (1837)

Storia di uno sfortunato soldato che uccide la sua amante che le è infedele.

## Romanticismo inglese
Il Romanticismo ha il suo avvio in Inghilterra all'incirca nello stesso periodo in cui iniziò a svilupparsi anche in Germania; durante il XVIII secolo era già stato provato un certo attaccamento, forma di evasione dal tempo, per il Medioevo e i suoi valori attraverso le falsificazioni letterarie compiute sotto eteronimia da parte di James Macpherson e dell'adolescente Thomas Chatterton.
Una nuova sensibilità interamente soffusa di malinconia era stata esplorata dai poeti della cosiddetta scuola cimiteriale; entrambe le correnti, quella medievaleggiante e quella di marca funerea, convergono poi nel preromanticismo inglese.
Ma il movimento letterario romantico emerge alla luce del giorno con i Lake Poets (William Wordsworth, Samuel Taylor Coleridge e Robert Southey): il suo manifesto ufficiale fu la prefazione di Wordsworth alle Ballate liriche del 1798, composte congiuntamente con Coleridge, anche se poi era già stato ampiamente prefigurato nei "pensieri notturni" di Edward Young o nell'opera altamente originale di William Blake seguito poi dalla figura isolata di John Clare.

Keats, di William Hilton.

Lord Byron, Percy Bysshe Shelley e John Keats rappresentano il trio lirico canonico del romanticismo inglese; a seguire giunsero il narratore Thomas De Quincey e i post-romantici Elizabeth Barrett Browning e suo marito Robert Browning, quest'ultimo creatore di una forma poetica fondamentale della letteratura moderna, ossia il monologo drammatico.
Nella narrativa si mettono in evidenza lo scozzese Walter Scott, creatore del genere romanzo storico moderno ambientato nell'epoca medioevale anglo-scozzese ed imitato poi in tutto il mondo; Robert Louis Stevenson, anch'egli di origini scozzesi, coi suoi romanzi d'avventura con protagonisti ragazzi.
Ma ad avviare il genere romantico nella letteratura inglese è stato il romanzo gotico con I misteri di Udolpho (1794) di Ann Radcliffe, Le avventure di Caleb Williams (1794) di William Godwin, Il monaco (1796) di Matthew Gregory Lewis e Melmoth l'errante (1820) di Charles Robert Maturin.

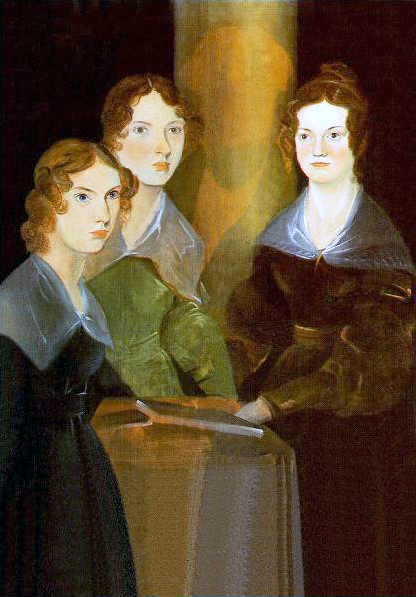
Le sorelle Brontë ritratte dal fratello pittore Branwell Brontë (rappresentato dall'ombra posta al centro).

Godwin tra l'altro è stato anche il padre di Mary Shelley, la moglie del poeta ed autrice di Frankenstein o Il Prometeo moderno (1818). Ma fra i romanzieri più significativi in lingua inglese durante il periodo di picco romantico abbiamo anche molte donne, Jane Austen e le tre sorelle, Charlotte Brontë, Emily Brontë e Anne Brontë su tutte con Jane Eyre e Cime tempestose, libri pubblicati entrambi nel 1847.

### Opere significative
- La ballata del vecchio marinaio (1797)
- Ballate liriche (1798): raccolta di poesie di William Wordsworth e Samuel Taylor Coleridge.
- Childe Harold's Pilgrimage (Il pellegrinaggio del giovane Aroldo, 1812)

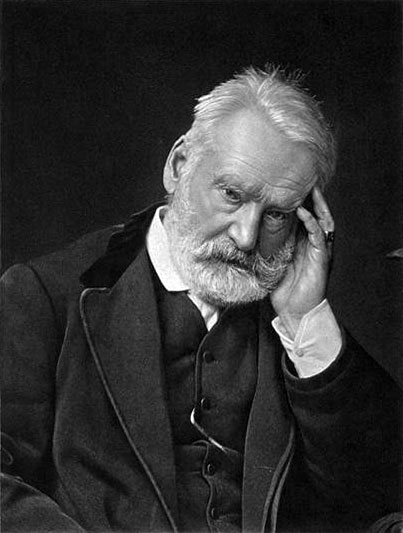
Hugo nel 1875 circa

- Il vampiro (1819)
- Orgoglio e pregiudizio (1813)

## Romanticismo francese
La letteratura romantica in Francia ha avuto il suo manifesto in "Germania" (1813) di Madame de Staël, anche se il grande precursore fu il filosofo settecentesco Jean-Jacques Rousseau, autore di opere celebri, quali Le confessioni, Emilio o dell'educazione, Le fantasticherie del passeggiatore solitario e Giulia o la nuova Eloisa.
Il XIX secolo ha avuto tra i principali rappresentanti di quest'estetica letteraria Charles Nodier, François-René de Chateaubriand, Victor Hugo (con due tra le sue opere letterarie più importanti, Notre-Dame de Paris e I miserabili) Alphonse de Lamartine, Alfred de Vigny, Alfred de Musset, George Sand, Alexandre Dumas e l'omonimo figlio tra gli altri.
Accanto a questi autori vale la pena notare la rinascita della letteratura nei suoi idiomi non ufficiali come la lingua provenzale, in cui scrive il gruppo denominato Félibrige guidato dal poeta Federico Mistral il quale intende ripristinare l'antica poesia trobadorica medioevale.

### Opere significative
- René (1802) di François-René de Chateaubriand: apparve inizialmente all'interno del Genio del Cristianesimo, ma raggiunse un tale successo che, al pari di Atala, venne ripubblicato separatamente nel 1805.

René racconta su richiesta di Chactas e del padre Souël, la storia del suo passato e della sua esistenza infelice.
- Armance (1827) di Stendhal
- Il rosso e il nero (1830) sempre di Stendhal.

Julien Sorel è un giovane ambizioso, figlio del proprietario di una segheria. Grazie ad un atteggiamento amorale riesce a soddisfare la sua sete di ascesa sociale.
- Notre-Dame de Paris (1831), di Victor Hugo.

La storia della zingara Esmeralda, del campanaro gobbo Quasimodo e del prete Frollo.
- La certosa di Parma (1839) di Stendhal.

Il romanzo, ambientato sullo sfondo dell'Italia della Restaurazione, in buona parte immaginaria, ha per protagonista il giovane nobiluomo milanese Fabrizio del Dongo, figlio naturale di una gentildonna milanese e di un soldato napoleonico,
- I tre moschettieri (1844) di Alexandre Dumas
- Il conte di Montecristo sempre attribuito a A. Dumas.
- Carmen (1845), di Prosper Mérimée.

## Romanticismo russo
In Russia il Romanticismo fu un'autentica rivoluzione culturale, perché nella sua qualità di linguaggio letterario autorizzò la fino ad allora poco coltivata lingua russa. Una delle maggiori figure del movimento è stato Alexander Pushkin, presto seguito da numerosi seguaci ed imitatori.
Il primo a scrivere un vero e proprio poema romantico fu Vasilij Andreevič Žukovskij con "Il cimitero del paese"; continuò l'opera il suo discepolo Konstantin Nikolaevič Batjuškov e i poeti seguaci del decabrismo (nome preso dalla rivolta del 1825), i rivoluzionari Kondratij Fëdorovič Ryleev, Wilhelm Küchelbecker e Aleksandr Aleksandrovič Bestužev.
A seguire si formò il gruppo filosofico di "Liubomudri", soprattutto col poeta Dmitrij Vladimirovič Venevitinov, mentre l'ultimo grande romantico russo è stato Fëdor Ivanovič Tjutčev.

### Opere significative
- Eugenio Onegin (1825).
- Un eroe del nostro tempo (1839-40), di Lermontov.

## Romanticismo polacco
La Boemia e la Polonia sono stati gli unici paesi Slavi che hanno vissuto fin dai tempi antichi nell'orbita della cultura occidentale, poiché durante l'epoca medievale avevano una letteratura latino-ecclesiastica e conobbero un importante rinascimento umanistico. La poesia romantica polacca è strettamente legata al desiderio di restaurazione nazionale: il patriottismo nei confronti della nazione perduta ispira scrittori, molti quei quali ribelli, perseguitati ed emigrati a causa di questo fervente nazionalismo.
Patrono incontrastato della poesia polacca di questo periodo è stato Adam Mickiewicz il cui poema intitolato "Gli Antenati" s'ispira alle tradizioni leggendarie del suo Paese, mentre col "Libro di pellegrinaggio" racconta le disavventure occorse nella storia alla terra polacca.
Juliusz Słowacki è invece il principale drammaturgo polacco del Romanticismo; ha scritto sotto l'influenza proveniente a lui da Goethe e Hugo, ma si distinse anche come poeta scrivendo varie leggende nazionali. Infine Zygmunt Krasiński è un lirico visionario molto originale, d'ispirazione religiosa e dantesca.

## Romanticismo italiano

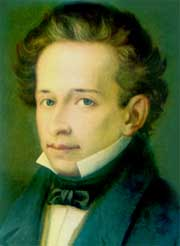
Leopardi

Il romanticismo italiano ha avuto il suo manifesto nella "Lettera semiseria di Grisostomo al suo figliolo" (1816) di Giovanni Berchet; rappresenta un momento importante nella storia della letteratura italiana soprattutto per le sue figure più di spicco, Ugo Foscolo e Giacomo Leopardi, quest'ultimo dedito soprattutto alla lirica soggettiva ed il cui pessimismo estremo (detto pessimismo leopardiano) viene riversato in molti dei suoi componimenti, sia poetici che in prosa.
Ma il romanticismo italiano ha avuto anche un grande romanzo storico, I promessi sposi di Alessandro Manzoni.

## Romanticismo spagnolo

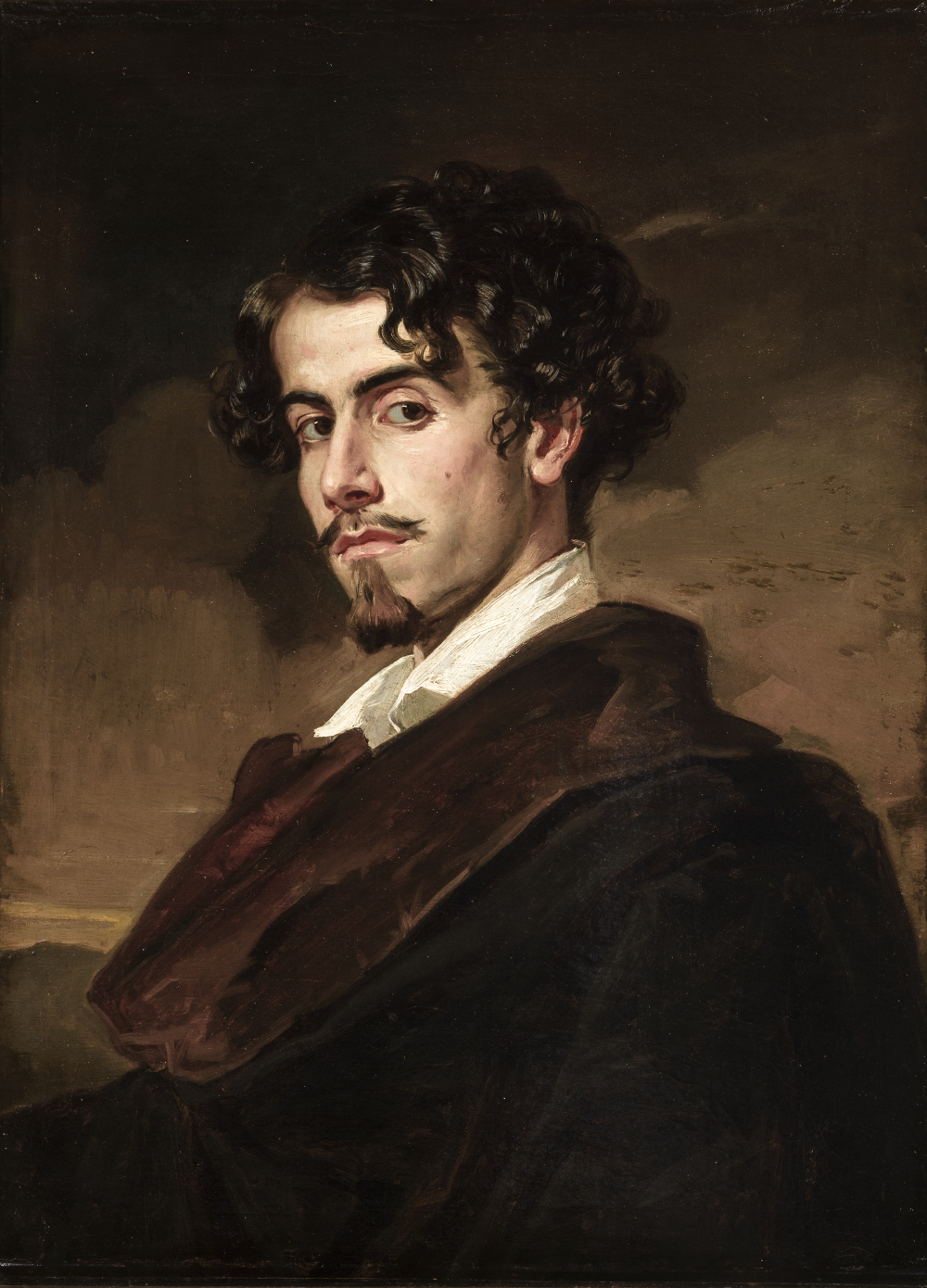
Gustavo Adolfo Bécquer.

In Spagna il movimento romantico trovò un precedente in quegli autori denominati Afrancesado, come si può ben notare nelle "Noches lúgubres" di José Cadalso o nei poeti del preromanticismo Nicasio Álvarez de Cienfuegos, Manuel José Quintana, José Marchena e Alberto Lista, che riflettono una nuova ideologia già presente in figure di dissidenti in esilio come José María Blanco White.
Ma il linguaggio romantico propriamente detto tardò ad essere assimilato, in quanto la reazione iniziata da Ferdinando VII a seguito della guerra d'indipendenza spagnola rese in gran parte impermeabile la società all'assunzione delle nuove idee. D'altra parte alcuni autori spagnoli liberali emigrarono per vicissitudini politiche, entrando in tal maniera in contatto col Romanticismo europeo ed il cui linguaggio fu assunto soprattutto dopo la morte del re Ferdinando nel 1833.
La poesia che esalta la concezione romantica è rappresentata soprattutto dal lavoro di José de Espronceda, mentre la figura decisiva nella prosa è stata quella di Mariano José de Larra. L'opera tardo romantica, quella della seconda metà del XIX secolo che si caratterizza per essere più intima e meno incline ai temi politico-sociali della precedente, si esprime maggiormente nella poesia di Gustavo Adolfo Bécquer, della galiziana Rosalía de Castro e di Augusto Ferrán i quali conobbero e sperimentarono l'influenza diretta derivante dalla lirica tedesca di Heinrich Heine e del folklore popolare spagnolo.

## Romanticismo portoghese
Nella letteratura portoghese il Romanticismo viene introdotto grazie al contributo di Almeida Garrett e Alexandre Herculano; può invece essere considerato un post-romantico il poeta Antero de Quental. Il fattore decisivo per l'introduzione del movimento è stata la pubblicazione del poema Camões di Garrett nel 1825, dopo il suo viaggio in Inghilterra, dove ha assorbito i principi di questa estetica.
Appartengono invece alla seconda generazione di scrittori romantici Camilo Castelo Branco e Júlio Dinis.

## Romanticismo scandinavo
Anche se l'influenza dell'Illuminismo era radicata, persistente e profonda in Scandinavia, ed in special modo in Svezia, anche qui il preromanticismo prese radice e cominciò a diffondersi con rapidità, poiché l'estetica classicista non è mai realmente penetrata nella letteratura nordica.
Cominciarono così a rivivere i temi delle saghe, ad esempio nella lirica danese di Johannes Ewald, forse il più ispirato dei poeti scandinavi del suo tempo; ha anche scritto saggi di prosa che hanno contribuito ad impostare lo stile romantico nordeuropeo. Dopo Ewald il movimento conquista il poeta svedese Erik Johan Stagnelius e due autori di spicco in Danimarca, Adam Oehlenschläger e Bernhard Severin Ingemann.

## Romanticismo olandese
Il principale poeta romantico olandese è lo scrittore, nonché pastore calvinista, Willem Bilderdijk il quale tradusse nei primi anni dell'800 Ossian. A lui si affiancano Hieronymus van Alphen, Rhijnvis Feith, Hendrik Tollens e Anthony Christiaan Winand Staring.

## Romanticismo ceco
Nella letteratura ceca si evidenziano maggiormente in questa fase gli scrittori Karel Hynek Mácha e František Ladislav Čelakovský, ma anche l'ideologo slovacco del panslavismo romantico Ján Kollár.

## Romanticismo rumeno e ungherese
In Romania il massimo esponente del movimento è stato Mihai Eminescu, tra gli ungheresi invece il poeta Sándor Petőfi.

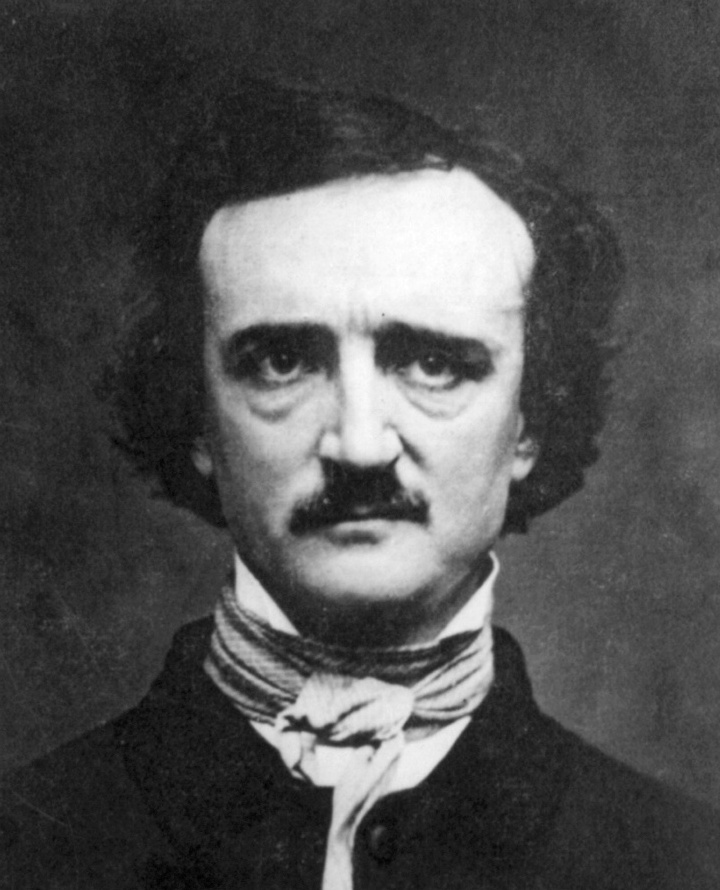
Poe nel 1848

## Romanticismo statunitense
Il romanticismo statunitense, salvo il precedente dato da William Cullen Bryant, ha avuto uno dei suoi più grandi scrittori e poeti in Edgar Allan Poe, precursore di una delle principali correnti del post-romanticismo, ossia il Simbolismo; egli ha rinnovato la narrativa gotica ed è stato tra i creatori del genere letterario poliziesco.
Discepolo dei romanzi storici di W. Scott è invece James Fenimore Cooper. Può essere considerato un post-romantico l'originalissimo pensatore di matrice anarchica Henry David Thoreau, che ha introdotto idee moto in anticipo sul suo tempo come la nonviolenza e l'ambientalismo: autore di Walden ovvero Vita nei boschi e il famoso saggio sulla disobbedienza civile.
Tra i saggisti vi è anche il gruppo che segue il trascendentalismo che, oltre a Thoreau viene ad includere anche Ralph Waldo Emerson. Confluito poi nelle poetiche di Walt Whitman ed Emily Dickinson, con influssi post-romantici sui romanzi di Herman Melville.

### Opere significative
- La leggenda di Sleepy Hollow (1820)

Esempi di novella romantico-gotica
- I racconti di Calza di Cuoio
- La lettera scarlatta (1850)
- Moby Dick

## Romanticismo latinoamericano
Il movimento romantico in America Latina prende piede attraverso l'attività di gruppi di intellettuali come la Asociaciòn de Mayo di Buenos Aires, fondata nel 1837, che annovera tra i fondatori Esteban Echeverrìa. Il romanticismo ispano-americano si interroga sulla relazione con la propria storia, appena pochi anni dopo i primi moti indipendentistici latinoamericani; diventa urgente una riscoperta delle proprie radici. Questa verrà sublimata nel dualismo tra "civiltà" e "barbarie", su cui si interrogheranno autori come Andrés Bello e Domingo Sarmiento.